# Рамні (Нью-Гемпшир)
Рамні (англ. Rumney) — місто (англ. town) в США, в окрузі Ґрафтон штату Нью-Гемпшир. Населення — 1498 осіб (2020).

## Демографія
Згідно з переписом 2010 року, у місті мешкало 1480 осіб у 593 домогосподарствах у складі 412 родин. Було 933 помешкання
Расовий склад населення:
| - 96,5 % — білих - 0,5 % — азіатів - 0,3 % — корінних американців - 0,3 % — чорних або афроамериканців |

До двох чи більше рас належало 2,3 %. Частка іспаномовних становила 1,1 % від усіх жителів.
За віковим діапазоном населення розподілялося таким чином: 20,2 % — особи молодші 18 років, 62,4 % — особи у віці 18—64 років, 17,4 % — особи у віці 65 років та старші. Медіана віку мешканця становила 45,9 року. На 100 осіб жіночої статі у місті припадало 106,1 чоловіків;  на 100 жінок у віці від 18 років та старших — 102,6 чоловіків також старших 18 років.
Середній дохід на одне домашнє господарство  становив 69 978 доларів США (медіана — 57 250), а середній дохід на одну сім'ю — 81 181 долар (медіана — 66 667). Медіана доходів становила 43 625 доларів для чоловіків та 36 250 доларів для жінок. За межею бідності перебувало 13,1 % осіб, у тому числі 14,5 % дітей у віці до 18 років та 14,2 % осіб у віці 65 років та старших.
Цивільне працевлаштоване населення становило 930 осіб. Основні галузі зайнятості: освіта, охорона здоров'я та соціальна допомога — 22,3 %, роздрібна торгівля — 17,7 %, виробництво — 13,3 %, науковці, спеціалісти, менеджери — 9,8 %.